# ダストトレイル

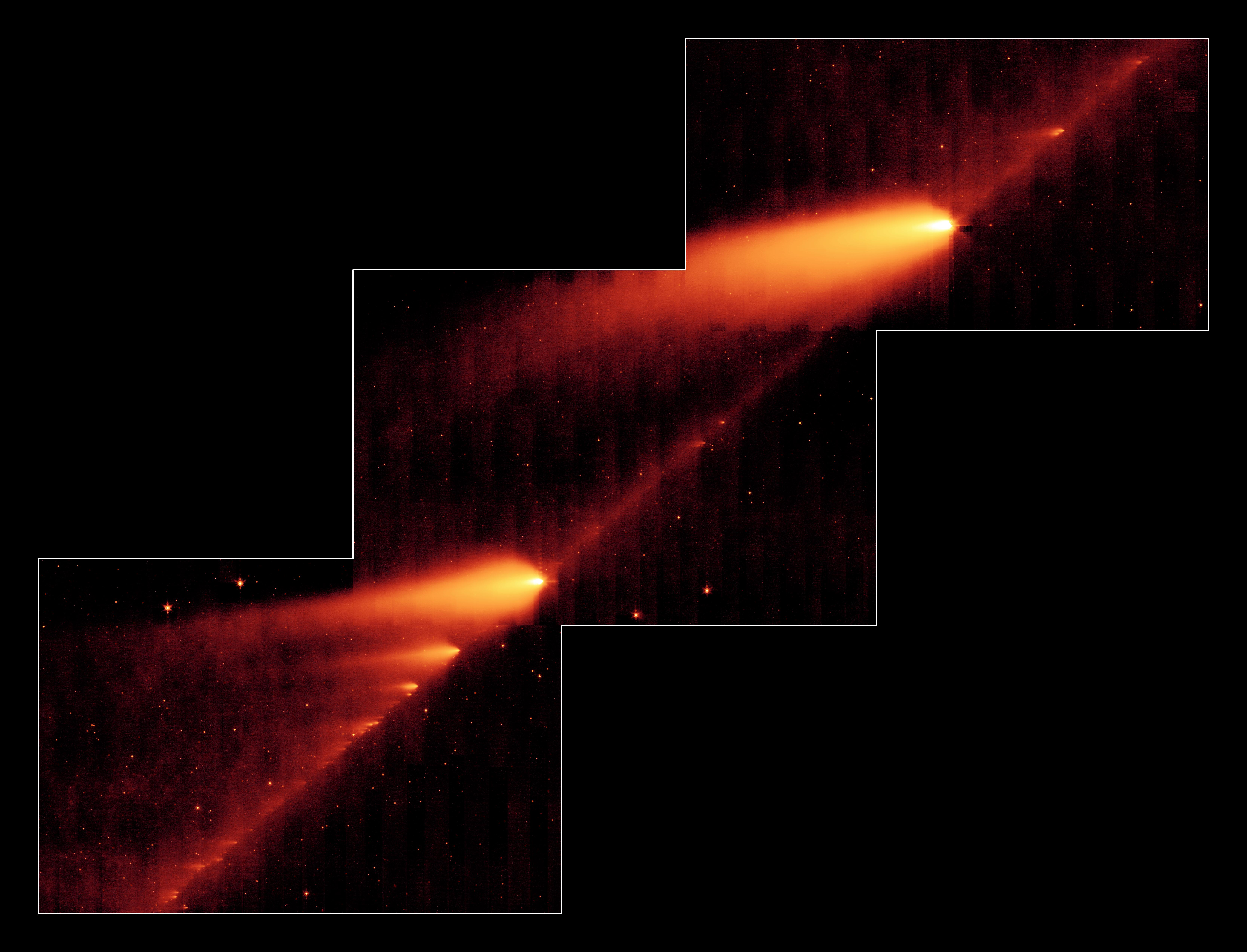
スピッツァー宇宙望遠鏡が撮影したシュワスマン・ワハマン第3彗星のダストトレイル

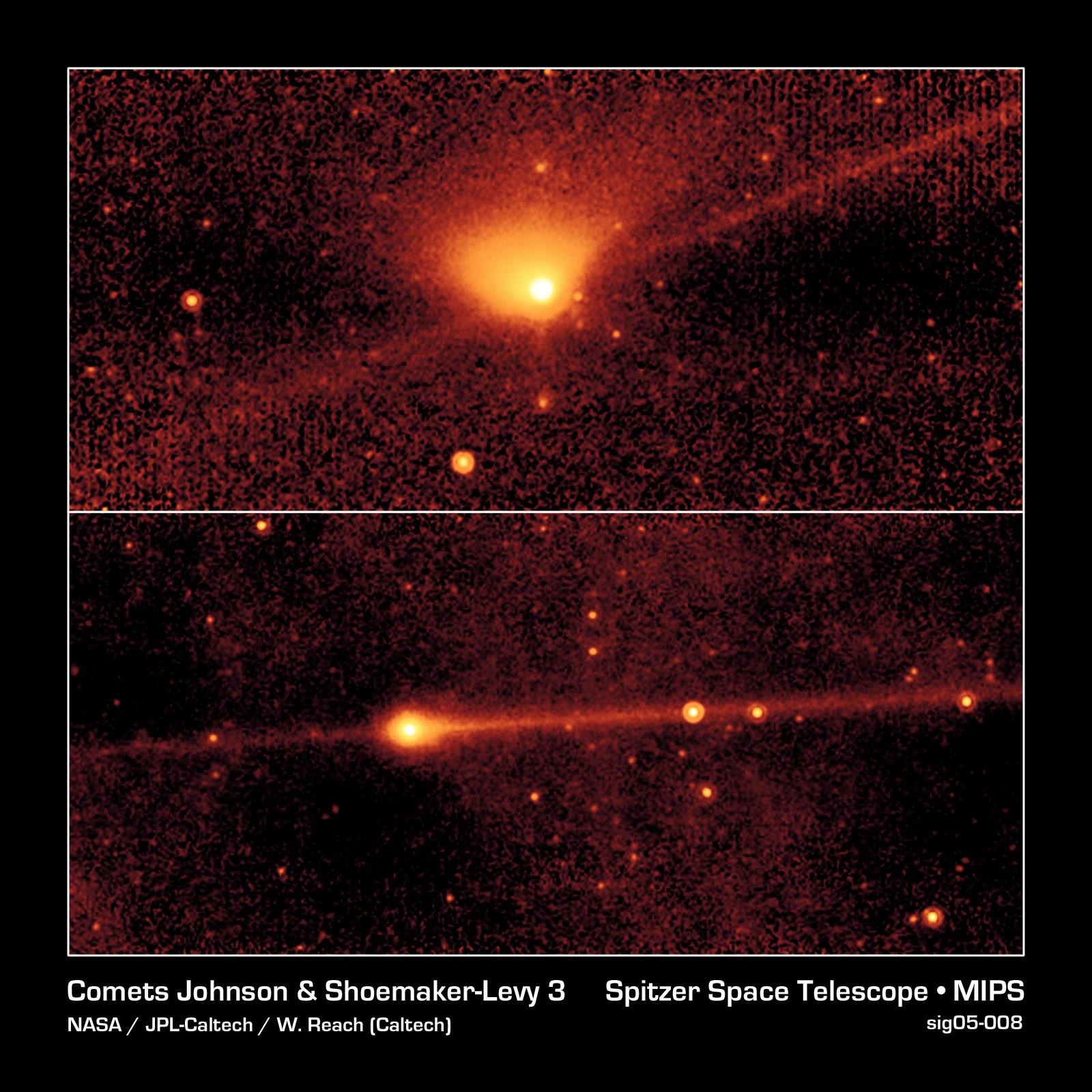
スピッツァー宇宙望遠鏡が撮影したジョンソン彗星とシューメーカー・レヴィ第3彗星のダストトレイル

ダストトレイル（Dust trail）は、流星群の理論的な空間分布を考える際、その流星物質の集団の名称として使われる言葉。1999年、イギリスの天文学者デイヴィッド・アッシャーがロバート・マックノートと共に提唱した。
母天体(彗星・小惑星)が特定の近日点通過日付近で、太陽熱の作用で流星物質を集団で放出したと仮定して、その特定の近日点通過年を冠して、たとえば、「しし座流星群の1899年のダストトレイル」、「しし座流星群1998年近日点回帰時における、3公転前のダストトレイル」(この例では同じ物の言い換え)というふうに、その流星物質の集団の名称として使われる。従って個々は、特定の流星群の、流星物質総体のうちの、更に一部分を指している。
なお、ダストトレイルは提唱されたときにはあくまで理論的な概念であり、近年まで直接観測された例は無かった。しかし、2002年に東京大学木曾観測所により22P/コプフ彗星のダストトレイルが撮影され、スピッツァー宇宙望遠鏡が2005年に48P/ジョンソン彗星と129P/シューメーカー・レヴィ第3彗星の、2006年には73P/シュワスマン・ワハマン第3彗星のダストトレイルの撮影に成功した。2016年にはすばる望遠鏡でのヒクソン・コンパクト銀河群59観測中に67P/チュリュモフ・ゲラシメンコ彗星が偶然映り込み、ダストトレイルも撮影されている。
なお、アマチュアの天文家によっても観測が行われており、2009年には日本でコプフ彗星のダストトレイルが撮影され、2010年7月には、フランスと日本で10P/テンペル第2彗星のダストトレイルが撮影された。
ダストトレイルの語から、個々の流星物質は、「塵の道」を車のように移動するかの印象を受けるが、実際には流星物質は車ではなく、道路の材料そのものである。「塵で出来た道」に近い。
個々のダストトレイルを形成している流星物質同士の間に、強力な万有引力が働いている訳でも無いので、何十公転もしているうちに、流星物質個々の公転周期のわずかな差や、大惑星への接近のしかたの違いで、いずれは煙が拡散するように、それはバックグラウンドに溶け込んでしまうはずである。なお、この場合のバックグラウンドとは、流星群に属さない、散在流星の事ではなくて、毎年現れる流星群であれば、平穏な年の平均的な流星群を形成している流星の事である。
以上の事からダストトレイルの研究は、流星群が平穏な年よりも活発である状態や、もともと普段の年はほとんど群流星が出現しない弱い流星群が、突発的に多数出る場合の理論究明に使われる。流星群の活動が特に強い、突発的な1時間程度の時間幅の活動に、観測した時点から見て比較的新しい近日点通過年に形成されたダストトレイルが、関与している場合が多いとされている。
太陽系では太陽の引力がずば抜けて大きいため、天体の軌道はほぼ楕円であり、小さな初期速度ベクトルの差では、楕円同士の形や向き、大きさに大差は生じにくい。その事から、かなり前には各ダストトレイルは、母天体から発してその軌道前後に、母天体の軌道にほぼ沿っており、その存在確率は、母天体の軌道から離れるに従って、単調に減少して行くようなモデルがとられていた。このイメージは流星群の進化の説明として、今でも一般に使用されている。なお平穏な年の流星群の流星物質の軌道の観測から、その流星群の母天体の判定をするような場合には、今でもその考えが有効である場合も多い。
しかしダストトレイルの挙動を実際に計算してみると、惑星に接近した部分だけが大きく位置を変えるため、個々には、流星群の分布領域の内部で、曲がった細いフィラメント状になっている場合があり相当複雑であった。特に観測時点から見て、新しい近日点通過年のダストトレイルが、普段は幾らか流星を降らす程度の流星群が、流星雨になる場合に寄与が大きいため、計算をするかしないかで、強い出現の予測の精度が大きく変る場合があった。